# Nepenthes bauensis
Nepenthes bauensis är en tvåhjärtbladig växtart som beskrevs av Chi. C. Lee. Nepenthes bauensis ingår i släktet Nepenthes och familjen Nepenthaceae. Inga underarter finns listade i Catalogue of Life.

## Bildgalleri

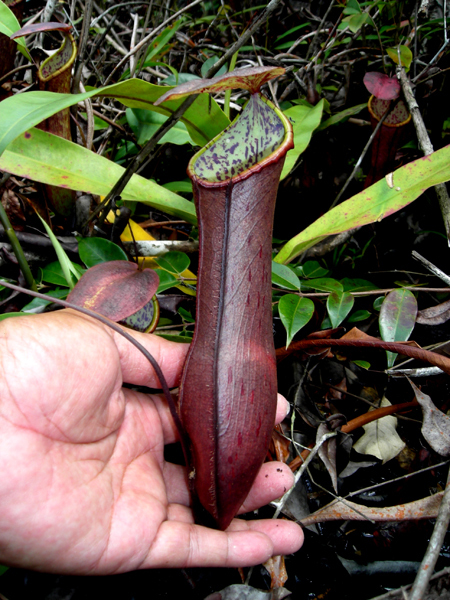
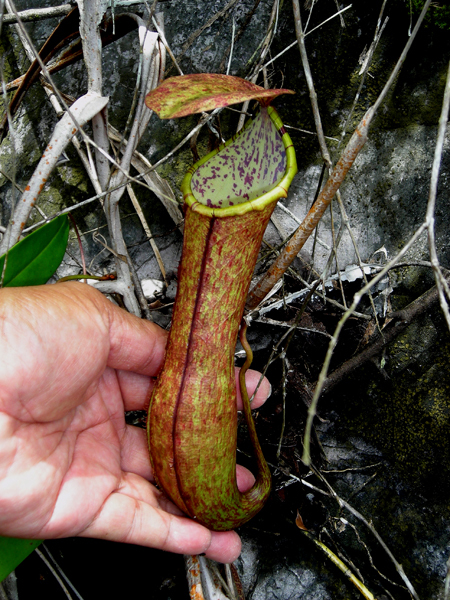
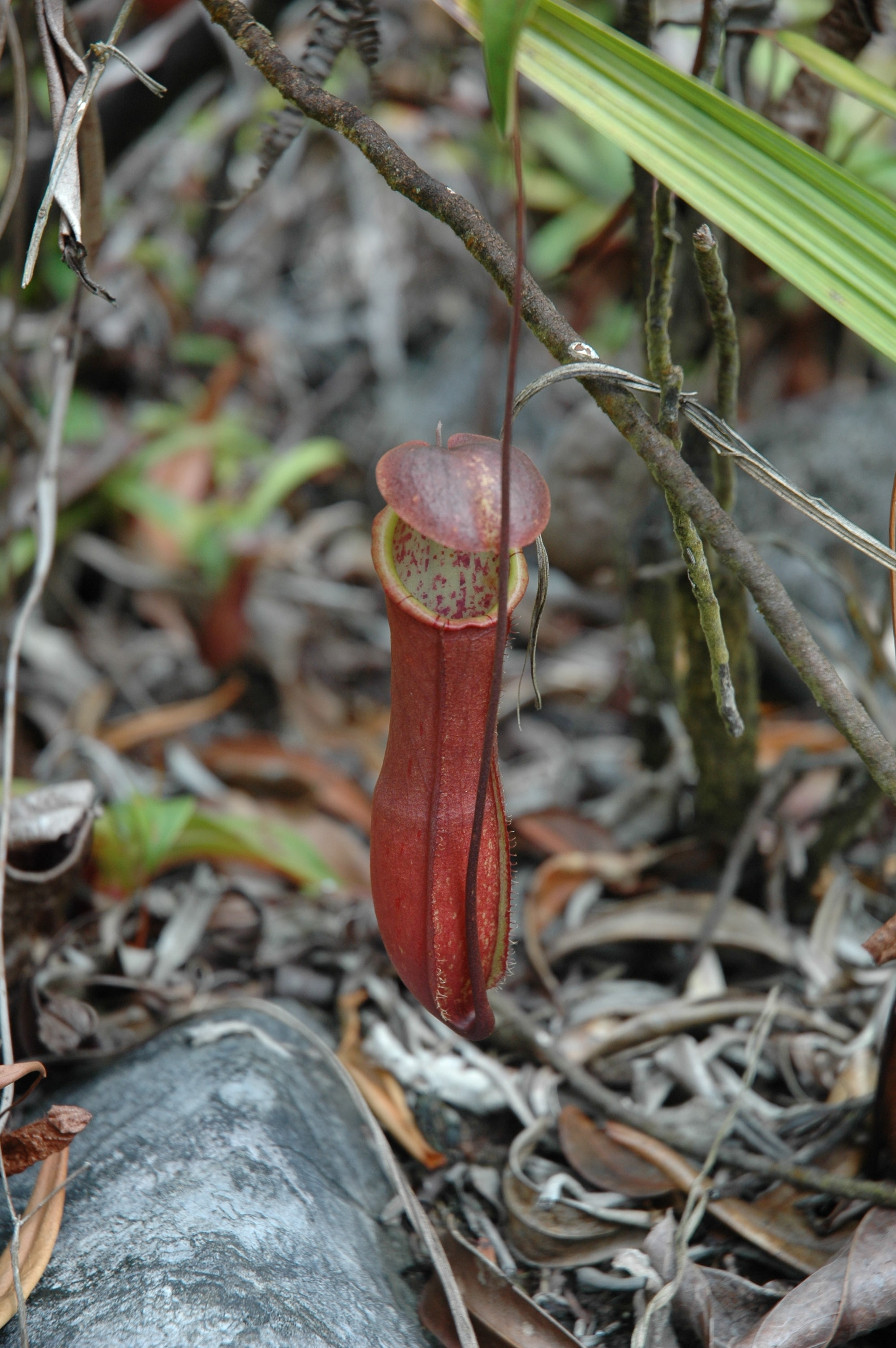
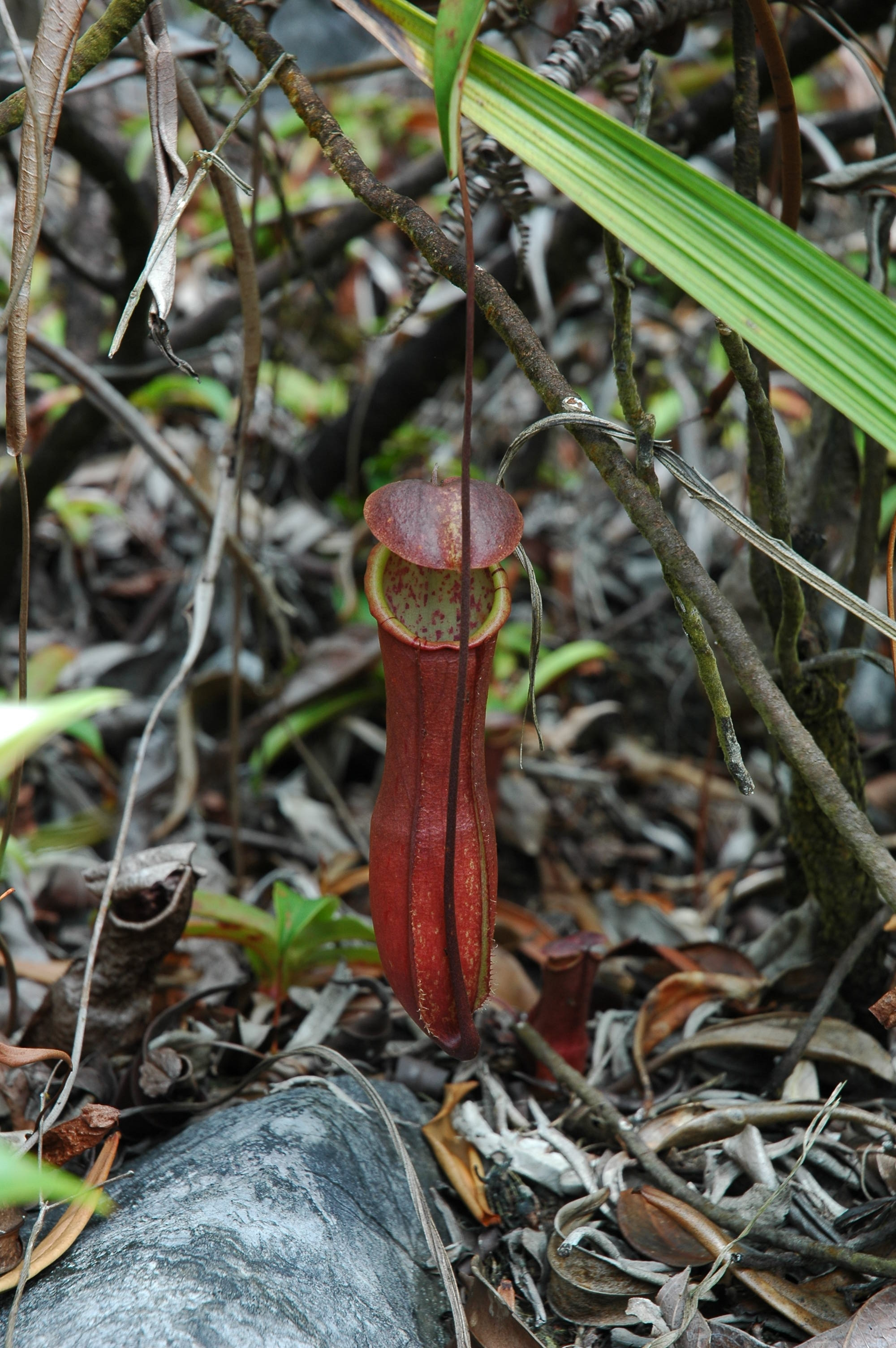
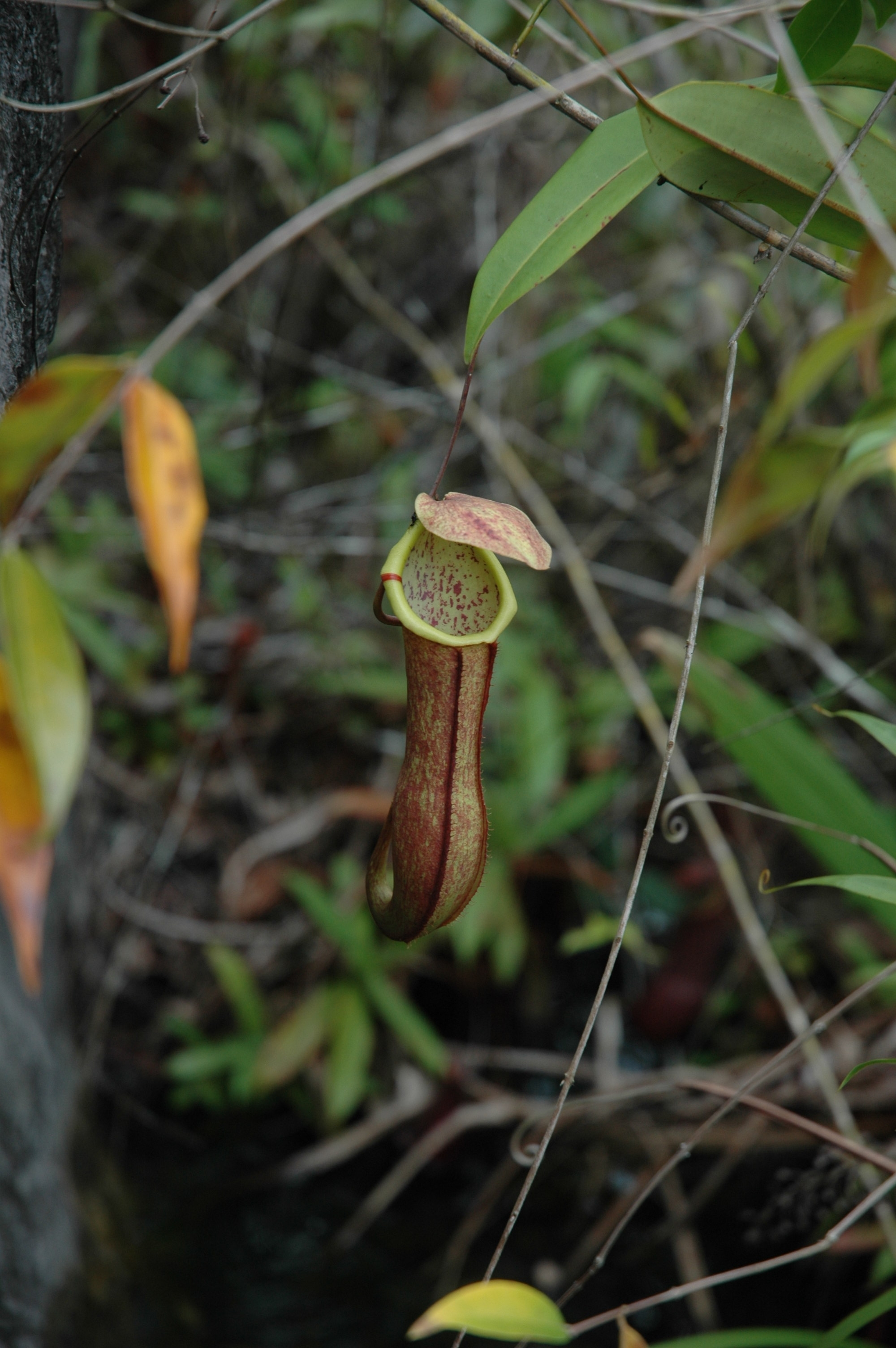
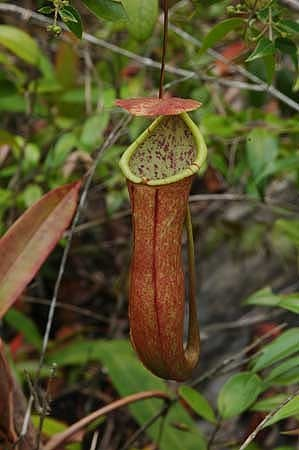